# Aquafresh
Aquafresh — торговая марка средств гигиены полости рта, принадлежащая компании GlaxoSmithKline.

## История
Торговая марка Aquafresh была основана в 1973 году. До 2000 года средства производились компанией SmithKline Beechan, а с 2000 года средства производятся компанией GlaxoSmithKline.
Aquafresh — первая полосатая зубная паста, состоящая из паст визуально разных цветов. Изначально паста была сине-белой. Белая полоса обозначает удаление зубного налёта. Синяя полоса показывала способность выдыхать свежий воздух, в то время как белая полоса обеспечивала профилактику кариеса и сохранение здоровья зубов.
В 1983 году в зубную пасту Aquafresh была добавлена третья красная полоса, обозначающая ингредиенты, способствующие здоровью дёсен. В 2004 году были представлены зубные щётки Max-Active. В феврале 2007 года компания Aquafresh запустила в производство пасту Aquafresh White Trays для отбеливания зубов.